# Cuisine végétarienne

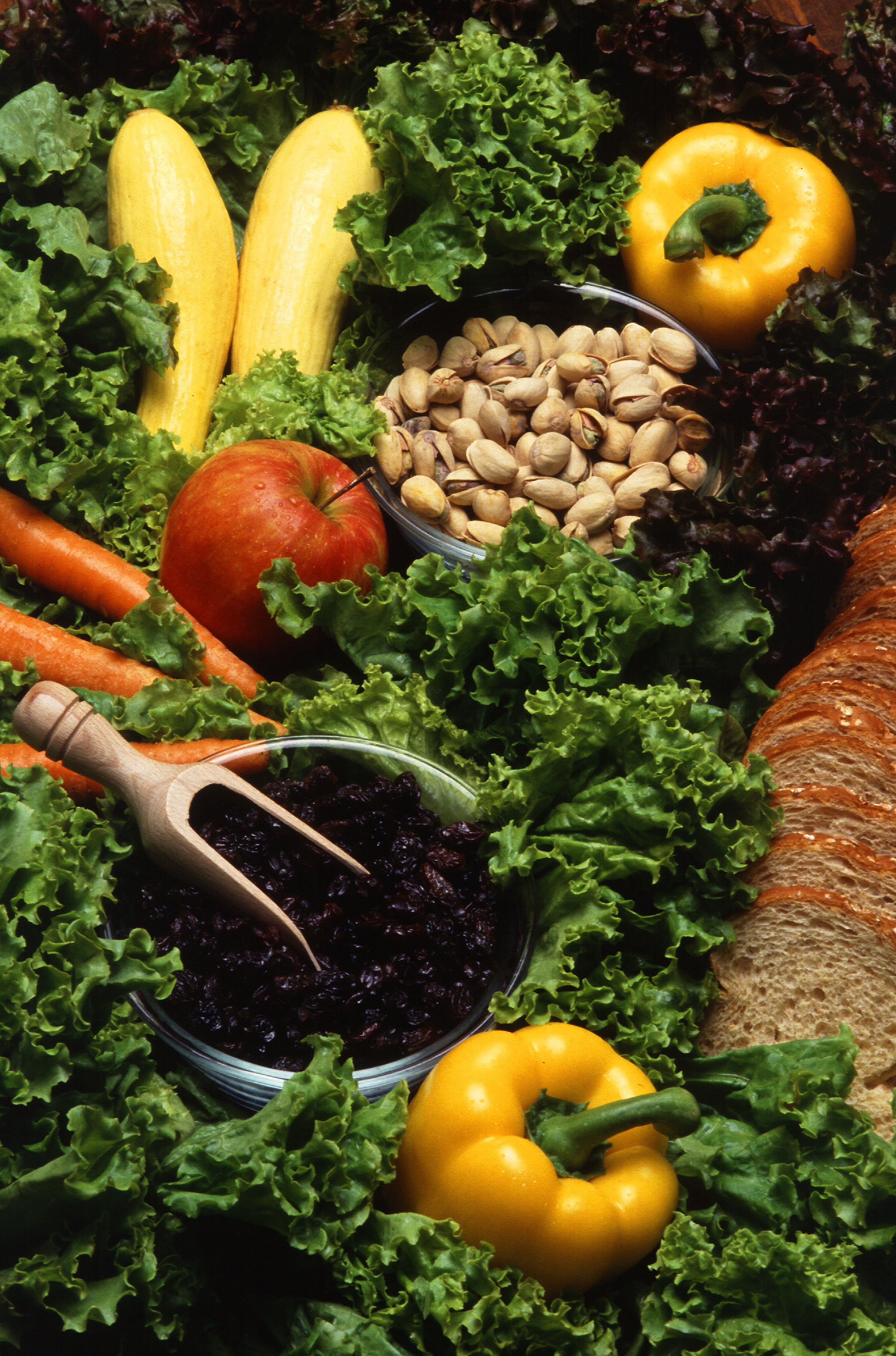
Une variété de produits pour la cuisine végétarienne, compatibles avec la cuisine végétalienne.

La cuisine végétarienne  est la cuisine qui remplit les critères du végétarisme, en n'utilisant pas de chair animale. L'ovo-lacto-végétarisme (le type de végétarisme le plus répandu dans le monde occidental), souvent appelé simplement végétarisme, autorise le miel, les œufs et les produits laitiers tels que le lait et le fromage. Le lacto-végétarisme, type de végétarisme répandu en Inde exclut les œufs. Enfin, les formes les plus strictes de végétarisme sont le végétalisme (pratiqué par les véganes et jaïns) et le fruitarisme, qui excluent tout produit d'origine animale, y compris les produits laitiers ainsi que le miel, et même certains sucres raffinés lorsqu'ils ont été filtrés et blanchis à l'aide de noir animal.
Les aliments végétariens peuvent se classer en différents types :
- Les aliments présents dans la cuisine traditionnelle occidentale (céréales et grains, fruits, légumes, légumineuses, fruits à coque, racines, etc.), œufs, produits laitiers.
- Les produits du soja comme le tofu ou le tempeh qui sont des sources de protéines.
- Les protéines végétales texturisées, produites à partir de la farine de soja dégraissée, souvent employée pour remplacer la viande dans les chilis et burgers végétariens.
- Les succédanés de viande, qui imitent le goût, la texture et l'apparence de la viande et qui peuvent être utilisés dans des recettes qui contiennent au départ de la viande.
- Il existe aussi des substituts pour les œufs et les produits laitiers.

## Aliments employés dans la cuisine végétarienne

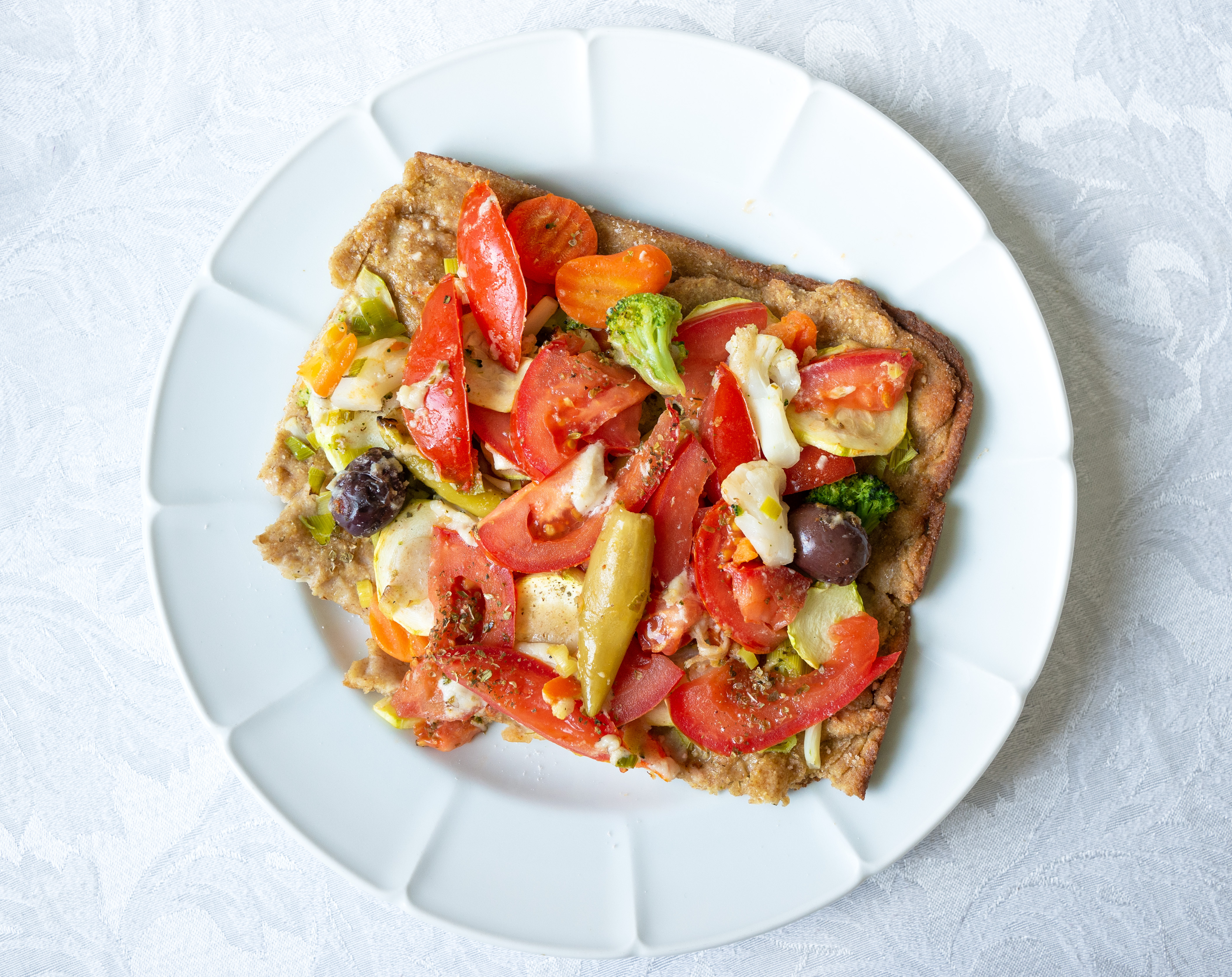
Pizza végétarienne.

Les aliments considérés comme appropriés pour tous les types de cuisines végétariennes incluent :
- Les céréales ou grains : maïs, graine de chanvre, maïs doux, blé, riz, orge, sorgho, millet, avoine, seigle, triticale, sarrasin, fonio, quinoa ; leurs produits dérivés tels que la farine (pâte, pain, pâtes...)
- Les légumes frais ou en saumure et les champignons comestibles (bien que des végétariens indiens stricts ne consomment pas de champignons) ; leurs produits dérivés tels que la graisse et les huiles végétales
- Les fruits (frais ou séchés).
- Les légumineuses : haricots (y compris le haricot mungo et les produits du soja comme le tempeh, le tofu, le lait de soja, et les protéines végétales texturisées, les pois chiches, les petits pois, les lentilles, les cacahuètes).
- Les fruits à coque.
- Les épices et les plantes aromatiques.
- D'autres aliments comme les algues.

Aliments qui conviennent à plusieurs types de cuisine végétarienne :
- Les produits laitiers lait, beurre, fromage (excepté les fromages contenant de la présure d'origine animale), yaourt (en excluant les yaourts faits avec de la gélatine), etc. - non consommés par les végétaliens et les ovovégétariens.
- Les œufs - non consommés par les végétaliens et les lactovégétariens.
- Le miel - non consommé par la plupart des végétaliens.

## Cuisines traditionnellement végétariennes
Certains pays ont une culture du végétarisme plus prononcé que d'autres. En effet, les facteurs géographiques, culturels, religieux ou historiques ont amené à des différences notables dans nos régimes à travers le monde. Par exemple, vous trouverez énormément de végétariens en Inde, où l'on recense 35 % de végétariens  dans la population. Si bien que de nombreuses entreprises ont dû s'adapter, tel McDonald's qui a ouvert des restaurants végétariens en Inde.

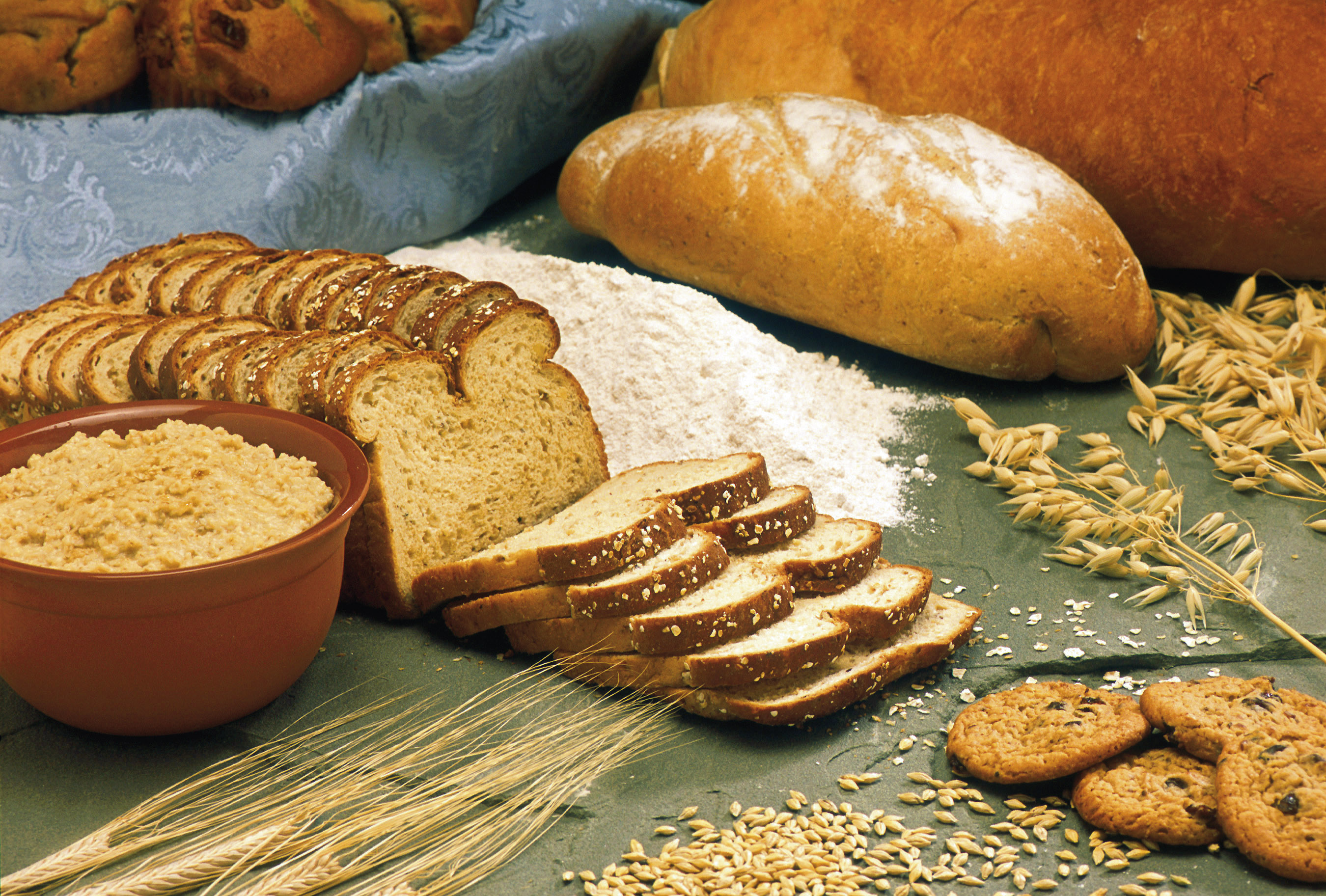
Produits végétariens faits à partir de céréales.

Il est difficile de nommer des plats typiquement végétariens tant la cuisine végétarienne aujourd'hui propose tout aussi bien des adaptations de plats traditionnellement non végétariens, que des plats typiquement végétarien comme les falafels, les rouleaux de printemps ou de nombreux plats indiens.
Différentes capitales dans le monde mettent le régime végétarien en exergue en revisitant des plats populaires et les adaptant au régime végétarien. C'est le cas, par exemple, à Berlin, ou les restaurants végétariens (et végétaliens) sont en vogue et il n'est pas difficile de trouver hamburgers, pizzas ou encore kebabs végétariens. La capitale est d'ailleurs régulièrement nommée dans les meilleures villes pour végétariens.

## Équilibre alimentaire
L'apport en nutriments essentiels à la bonne santé peut être assuré facilement par un régime végétarien incluant des œufs et des produits laitiers. Il est plus délicat à trouver dans des régimes plus restrictifs. La vitamine B12 notamment doit être apportée par voie de compléments alimentaires,.

## Produits commerciaux
Des produits commerciaux, spécialement conçus pour les végétariens et étiquetés comme tels, sont disponibles dans la plupart des pays dans le monde entier en quantités et qualités variables.
Par exemple, en Australie, divers produits végétariens sont disponibles dans la plupart des chaines de supermarchés et un guide d'achat végétarien est fourni par la « Vegetarian / Vegan Society of Queensland ». Cependant, le plus grand marché de produits alimentaires commercialement étiquetés végétariens est l'Inde[réf. nécessaire], avec des lois gouvernementales officielles réglementant une étiquette " végétarien" et "non végétarien".
En septembre 2020, l'association de consommateurs CLCV a livré une étude sur les produits commerciaux étiquetés végétariens révélant que plus de la moitié des produits étudiés sont principalement composés d'eau, alors que les ingrédients d'origine végétale ne représentent que 39% de la recette.